# غرنوقي لبناني
غرنوقي لبناني (الاسم العلمي:Geranium libanoticum) هو نوع من النباتات يتبع جنس الغرنوقي من الفصيلة الغرنوقية.